# みやの森幼稚園
みやの森幼稚園（みやのもりようちえん）は、宮城県黒川郡大和町にある私立幼稚園。

## 概要
大和町総合運動公園の西隣にあって、東京ドームの1.4倍の50,000m²という日本一の敷地のある幼稚園。300mの遊歩道や、広いグラウンド、コンサートの開けるハーモニーホール、ポニー、やぎ、ひつじ、うさぎなどを飼育している放牧場がある。十数路線を送迎バスが巡っており、大和町、富谷市、大衡村の広域を通園可能エリアとしている。

## 沿革
- 1968年（昭和43年） - 開園、園児数463人。

## 教育目標
- 自然とのふれあいを通して思いやりや優しさを育てる。
- 一人ひとりを大切に個性を育てる。
- 明るく元気に挨拶できる子どもを育てる。